# Хельмесбергер, Фердинанд
Фердинанд Хельмесбергер (нем. Ferdinand Hellmesberger; 24 января 1863 года, Вена — 15 марта 1940 года, там же) — австрийский виолончелист и дирижёр. Сын Йозефа Хельмесбергера-старшего, брат Йозефа Хельмесбергера-младшего.
Окончил Венскую консерваторию у Карла Уделя (виолончель) и Антона Брукнера (теория). В 1884—1902 гг. преподавал там же, с 1889 г. профессор; среди его учеников были, в частности, Франц Шмидт и Фридрих Буксбаум. С 1885 г. играл в Квартете Хельмесбергера, с 1896 г. в оркестре Венской придворной оперы. В 1902—1905 гг. дирижёр Венской народной оперы, в 1905—1910 гг. дирижёр балетов в Берлинской королевской опере. С 1910 г. дирижировал оркестрами в австрийских курортных городах — Аббации, Карлсбаде, Мариенбаде и др.